# Tíbet durante la dinastía Qing
Tíbet durante la dinastía Qing refiere al gobierno de la dinastía Qing sobre el Tíbet desde 1720 hasta 1912. Los gobernantes Qing incorporaron el Tíbet al imperio junto con otros territorios en Asia Interior, aunque el alcance real del control de la dinastía Qing sobre el Tíbet durante este período ha sido objeto de debate político. Los Qing llamaban al Tíbet un fanbu, fanbang o fanshu, que generalmente se ha traducido como "vasallo", "Estado vasallo", o "tierras fronterizas", junto con áreas como Sinkiang y Mongolia. Al igual que la dinastía Yuan anterior, los manchúes de la dinastía Qing ejercieron control militar y administrativo sobre el Tíbet, al tiempo que otorgaban es un grado de autonomía política.
En 1642, el Güshi Khan del Khanato de Khoshut había reunificado el Tíbet bajo la autoridad espiritual y temporal del 5º Dalai Lama de la escuela Gelug, quien estableció una administración civil conocida como Ganden Phodrang. En 1653, el Dalai Lama viajó en una visita de estado a la corte Qing, y fue recibido en Pekín y "reconocido como la autoridad espiritual del Imperio Qing". El Kanato de Dzungar invadió el Tíbet en 1717 y posteriormente fue expulsado por los Qing en 1720. Los emperadores Qing designaron entonces residentes imperiales conocidos como "amban" en el Tíbet, la mayoría de ellos de etnia manchú, que respondían ante el Lifan Yuan, un organismo gubernamental Qing que supervisaba la frontera del imperio. Durante la era Qing, Lhasa era políticamente semiautónoma bajo los Dalai Lama o regentes. Las autoridades Qing llevaron a cabo intervenciones militares ocasionales en el Tíbet, intervinieron en la defensa de la frontera tibetana, recaudaron tributos, estacionaron tropas e influyeron en la selección de la reencarnación a través de la Urna Dorada. Aproximadamente la mitad de las tierras tibetanas quedaron exentas del gobierno administrativo de Lhasa y fueron anexadas a las provincias chinas vecinas, aunque la mayoría solo estaban nominalmente subordinadas a Pekín.
A finales del siglo XIX, la hegemonía china sobre el Tíbet solo existía en teoría. En 1890, los Qing y Reino Unido firmaron la Convención anglo-china relativa a Sikkim y el Tíbet, que el Tíbet ignoró. Los británicos concluyeron en 1903 que la soberanía china sobre el Tíbet era una "ficción constitucional", y procedieron a invadir el Tíbet en 1903-1904. Sin embargo, en la Convención anglo-rusa de 1907, Gran Bretaña y Rusia reconocieron a los Qing como soberanos del Tíbet y se comprometieron a abstenerse de los asuntos tibetanos, fijando así el estatus de "soberanía china" en un documento internacional, aunque la China Qing no aceptó el término "suzeranía" y en su lugar utilizó el término "soberanía" para describir su estatus en el Tíbet desde 1905. Los Qing comenzaron a tomar medidas para reafirmar control, luego enviaron un ejército al Tíbet para establecer un gobierno directo y ocuparon Lhasa en 1910. Sin embargo, la dinastía Qing fue derrocada durante la Revolución de Xinhai de 1911-1912, y después de los disturbios de Xinhai en Lhasa el amban entregó una carta de rendición al 13.º dalái lama en el verano de 1912. El decimotercer dalái lama regresó a Lhasa en 1913 y gobernó un Tíbet independiente hasta su muerte en 1933.

## Estatus político
El estatus político del Tíbet durante el período Qing ha sido descrito como un "protectorado chino", un "protectorado Qing", un "protectorado manchú", un "lugar subordinado... dentro del Imperio Qing", una "parte de un imperio", un "estado vasallo", un "estado dependiente", y un "tributario o un dependencia." Historiadores occidentales como Goldstein, Elliot Sperling y Jaques Gernet han descrito al Tíbet durante el periodo Qing como un protectorado, Estado vasallo, tributario, o algo similar. Los Qing se referían al Tíbet como un fanbu (en chino tradicional, 藩部; en chino simplificado, 藩部), fanbang (en chino tradicional, 藩邦; en chino simplificado, 藩邦) o fanshu (en chino tradicional, 藩屬; en chino simplificado, 藩属), que usualmente ha sido traducido como "vasallo" o "estado vasallo". Como "fanshu", cayó bajo la jurisdicción del Yuan Lifan, que también supervisaba Mongolia. Las autoridades chinas se refirieron al Tíbet como un estado vasallo hasta la década de 1950, y luego como una parte "integral" de China.
Según Jaques Gernet, los Qing consiguieron un firme control sobre el Tíbet en 1751, aunque como protectorado, el Tíbet conservó una gran cantidad de autoridad interna. Melvyn Goldstein afirma que "no hay duda" de que el Tíbet estuvo subordinado a la dinastía Qing después de las primeras décadas del siglo XVIII. Mientras tanto, Elliot Sperling dice que después de la guerra sino-nepalesa (1788-1792), la subordinación del Tíbet a los Qing estaba "fuera de toda duda" y que una de las memorias de un ministro tibetano involucrado en la guerra afirma inequívocamente que era súbdito del emperador Qing. El sistema de la Urna Dorada para seleccionar reencarnaciones fue instituido por los Qing, y la autoridad real sobre el Tíbet la ejercían sus oficinas y funcionarios. Sin embargo, durante la mayor parte del siglo XIX esta autoridad fue débil. Después de la muerte del 8º dalái lama, Jamphel Gyatso en 1804, los dalái lamas no ejercieron ningún poder real durante los siguientes 70 años, durante los cuales los monjes regentes reinaron con el apoyo de la dinastía Qing. En términos de reconocimiento extranjero, Reino Unido y Rusia reconocieron formalmente la autoridad china sobre el Tíbet en los tratados de 1906 y 1907. Esto fue después de que la expedición británica al Tíbet de 1904 impulsara a China a involucrarse más directamente en los asuntos tibetanos y a trabajar para integrar el Tíbet con "el resto de China". En 1910, los Qing reafirmaron el control sobre el Tíbet mediante la ocupación de Lhasa y deposición del 13.º dalái lama. La dinastía Qing fue derrocada en la revolución Xinhai al año siguiente, y la República de China carecía de la capacidad para continuar la ocupación. El 13º dalái lama regresó a Lhasa en 1913 y gobernó un Tíbet independiente hasta su muerte en 1933.